# Gornji Tkalec
Gornji Tkalec is een plaats in de gemeente Vrbovec in de Kroatische provincie Zagreb. De plaats telt 218 inwoners (2001).